# ドローン トゥ ライフ 〜神様のマリオネット〜
『ドローン トゥ ライフ 〜神様のマリオネット〜』（ドローン トゥ ライフ かみさまのマリオネット、原題：Drawn to Life）は、アメリカのゲーム開発会社5th Cellが開発しTHQより発売されたニンテンドーDS用アクションアドベンチャーゲームである。日本では2008年12月4日にアガツマ・エンタテインメントから発売された。iOSへの移植はWayForward Technologiesが担当し、2014年5月21日に505 Gamesから発売された。 
本作におけるプレイヤーは神様という立ち位置であり、DSのタッチペンとタッチスクリーンを使って、自分のプレイアブルキャラクターやステージ中の物体、アクセサリーなどを描いていく。 
続編として、2009年に『Drawn to Life: The Next Chapter』がニンテンドーDSとWii向けに発売（日本では未発売）、2020年12月7日（日本時間では8日）には『ドローン トゥ ライフ 〜 2つの王国 〜』がSteam、Nintendo Switch、iOS、Android向けに発売された。また、スピンオフタイトルとして、『スポンジ・ボブ』のエピソード「魔法のえんぴつ」を題材としたニンテンドーDS用ソフト『Drawn to Life: SpongeBob SquarePants Edition』がある。 

## ゲームプレイ
本作は、プレイヤーが自分のキャラクター、武器や装備、足場、物体を描く必要がある2Dゲームである。ゲームは3つの異なるモードに分かれている。 
フィールドモードでは、プレイヤーは見下ろし型の中央ハブで、ストーリーを進めながらラポーサと交流したり、アドベンチャーモードで集めたコインを使ってお店でアイテムを購入したり、ステージに移動したりすることができる。プレイヤーはラポーサに頼まれて様々なアイテムを描き、村を豊かにしていきる。フィールドモードでは、ミニゲームをプレイしたり、町の祭りに参加したり、泥棒を探したり、ラポーサの繁栄を手助けしたりして、ゲームを進めていく。ここで、プレイヤーは次のアドベンチャーモードのステージに進むための目標を与えられる。 
このモードには3つの主要な建物がある。プレイヤーが以前の作品を編集できるホールと、プレイヤーが曲、パターン、スタンプ、さらにはヒーローの新しい技を購入できるお店、プレイヤーが賞品を獲得するためにコインを投げ込むことができる寄付所である。1万枚のコインを入れると、ヒーローがゲームの開発者のスプライトに会えるDeveloper's Groveが解放される。 
アクションモードは、16ステージの横スクロールプラットフォーマーである。ここでは、プレイヤーは敵と戦い、ラポーサを救出し、アイテムを収集する。プレイヤーは、ステージを進むための足場を描く。ステージは、氷、森、熱帯、都市の4つの異なるワールドのいずれかに存在し、それぞれにボスキャラクターがいる。
プレイヤーは、3人のラポーサを救出し、村に新しい物体を作成するために必要ないのちの本の4枚の紙片を見つけることを使命としている。また、お店で購入できるようになる秘密のオーブを集めることもできる。ステージの各所で、プレイヤーはイーゼルのアイコンをタップしてドローモードを有効にし、新しい形式の足場や物体を描くように指示される。描くとアクションモードに戻り、新たに描いた物体を操作することができる。 
ドローモードは、プレイヤーが新しい物体、武器、ヒーローを作成するためのツールである。これはタッチペンとタッチスクリーンを使って行われる。描画されると、物体とヒーローはアニメーションする。プレイヤーは、さまざまな色、パターン、スタンプを使って、最大3人の人型のヒーローをデザインすることができる。キャラクター作成には、15種類のテンプレートが用意されており、トレースしたり、体のパーツを使用したりすることができる。ゲームのタイトル画面は描いて保存することができるので、プレイヤーは自分だけのタイトル画面を作ることができる。 
プレイヤーは、ローカルWi-Fi経由でのみ、描いたヒーローやその他の物体を交換できる。 

## あらすじ
本作の世界に生息する生き物の主な「種族」は、「ラポーサ」（raposaはポルトガル語で「キツネ」を意味する）と呼ばれる擬人化されたキツネのような存在である。彼らは、彼らの世界とその上にあるすべてのものをも描いた神様によって描かれたが、神様はずっと前にラポーサを見捨てたと考えられている。 
ある日、神様であるプレイヤーは、マリという名前のラポーサから、自分たちが住んでいる村を救ってほしいという叫びを耳にする。その道中で、プレイヤーは村に残っていたマリの親友のジョーイと父親の村長に出会う。プレイヤーは彼らのためにヒーローをデザインした後、創造物に手を出して腐敗し、邪悪な影のような生き物の軍団を生み出したラポーサのウィルに遭遇する。プレイヤーはラポーサを村に連れ戻すために出発した村長を救助することから始める。プレイヤーが進むにつれて、プレイヤーはウィルがかつて村の有力者で、権力欲に駆られていのちの本を盗み、ページを引き裂いたことを知る。村長はプレイヤーにいのちの本のページを見つけて返してほしいと頼む。そうして、神様は村から失われた物体を再び描けるようになる。 
プレイヤーは、村を守る炎「フレイム」をデザインすることから始める。以降、ステージをクリアして戻ってくるたびに、村の各区画から暗闇を取り除いていく。途中、村人たちを助けることで、村に戻ってきてくれた村人たちがお店やレストランなどの施設を開いてくれるようになる。マリは村長を引き継ぐための訓練を開始し、村はそれを祝うお祭りを計画している。一方、冒険に飢えたジョーイはステージに忍び込み、プレイヤーは彼を救い、マリにぴったりの贈り物を見つける手助けをする。この無謀な行為が原因で、ジョーイとマリの間に溝ができてしまうが、やがて仲直りし、村の復興のために協力してくれるようになる。 
ウィルとの数々の対決の後、彼はようやく村長をだまして一人で登場させ、攻撃し、いのちの本も盗んだ。誰もが村長を助けようとするが、キュア博士という名前のラポーサは、彼女が彼のためにできることは何もないと言う。誰もが途方に暮れたが、村の創造物が消えているのを見て、結束してウィルを永久に止めることに決めた。ヒーローはウィルを倒し、村に戻る。トレジャーハントのために旅立つ予定のジョーイが別れを告げた後、マリは父と親友を失ったことに動揺しながら過去を振り返っていた。物語は、浜辺でジョーイが後ろから歩いてくるのを見てショックを受けるマリの姿で終わる。崖の上の村長とヒーローの霊に見守られながら、マリは嬉しそうに彼の元へと走っていく。 

## サウンドトラック
本作には40曲以上の楽曲が収録されており、ゲーム内のお店でコインを使って購入することができる。また、ゲームの音楽とサウンドデザイナーであるデイヴィッド・J・フランコ (David J. Franco)が作曲し、ヘイリー・チップマン (Hayley Chipman)とデイヴィッド・J・フランコが歌うエンディングのフルボーカル曲 "The End"も収録されている。 

## 反響

### 批評
コンピュータゲームレビュー収集サイトMetacriticによると、ゲームは両機種版で「賛否両論または平均的な評価」を獲得した。日本で、ファミ通はDS版に3人が8点、1人が7点で、40点満点中31点の評価を与えた。

### 受賞
DS版『Drawn to Life』は、D.I.C.E. Summitで『BioShock』、『Mass Effect』、『アンチャーテッド エル・ドラドの秘宝』と並んで、第11回D.I.C.E. Awardsの「Handheld Game of the Year」と「Outstanding Achievement in Story Development」にノミネートされた。本作は、同部門にノミネートされた唯一の携帯型ゲームでした。IGNの「Best of 2007」賞では、DS版がMost Innovative Designを受賞し、Best Platform Gameの次点に選ばれた。 
Nintendo Powerの2007年Nintendo Power Awardsでは、Best Platformer (Wii & DS)にノミネートされた。また、DS版は第2回Independent Games Festivalの芸術、音響の功績に対する携帯機賞のファイナリストにも選ばれた 

### 売上高
2007年9月の発売から2008年3月1日まで、北米、西ヨーロッパ地域向けに82万本を販売し、過去12ヶ月間の売れ筋コンピュータゲームトップ100の中で61位にランクインしていた。 
THQの社長兼CEOのブライアン・ファレル (Brian Farrell)は、THQが2007年のホリデーシーズンの売上についての投資家との電話会議において、同社の業績に満足していると述べ、本作が「（ホリデーシーズン中に）全世界で数十万本販売された」と述べた。また、THQの過去3四半期のDSソフトの売上高は、主に『ドローン トゥ ライフ』が牽引し、94%増加したと述べている。 
このゲームはオーストラリアで好評を博し、『Halo 3』、『ゼルダの伝説 夢幻の砂時計』に次ぐ3位で全ゲーム機種のソフトの売上番付上位10位（GfK調べ）に登場した。その後もクリスマスまでの2ヶ月間、売上番付の上位10位以内にとどまり続けた。

## 続編、スピンオフ

### Drawn to Life: SpongeBob SquarePants Edition
2008年2月27日、ニンテンドーDS向けの『Drawn to Life: SpongeBob SquarePants Edition』というスピンオフタイトルが発売された。同作は、ニコロデオンのテレビ番組『スポンジ・ボブ』の「魔法のえんぴつ」という回に基づいている。このゲームは、元の開発会社5th Cellではなく、日本の開発会社アルトロンによって開発された。 

### Drawn to Life: The Next Chapter
2008年2月5日、THQのブライアン・ファレルCEO兼社長は、同社のホリデーシーズンの投資家向け電話会議において、Wii版の発売を発表した。2009年10月に発売されたWii版とニンテンドーDS版『Drawn to Life: The Next Chapter』では、主人公が様々なオブジェクトに変身するなど、新たなゲーム性が導入されている。Wii版では、主人公がラポーサの村を支配した邪悪な影を倒すためにアーティファクトを集めるという内容で、DS版ではウィルの再来を描くという内容になっている。 

### ドローン トゥ ライフ 〜 2つの王国 〜
2013年にTHQが破産を申請した後、505 Gamesは清算手続きを経て本シリーズの発売権を取得した。それからしばらくは動きがなかったが、2020年10月22日に、台湾のレーティング機関「ゲームソフトウェア分類管理手法」において『ドローン トゥ ライフ 〜 2つの王国 〜』（原題：Drawn to Life: Two Realms）の評価が行われたことが判明し、同年12月7日（日本時間では8日）に発売される運びとなった。